# Étienne Leroux (homme politique)
Pour les articles homonymes, voir Leroux et Étienne Leroux (homonymie).
Étienne Leroux est un homme politique français né et décédé à une date inconnue.

## Biographie
Négociant à Paris, il est élu député de la Seine au Conseil des Cinq-Cents le 26 germinal an VII. Rallié au coup d'État du 18 Brumaire, il siège au corps législatif jusqu'en 1803. Il est nommé au conseil général du commerce de Paris en 1803.
Il demeurait rue des Mauvaises-Paroles et accueillait Charles Florimond Leroux, député du tiers état aux états généraux de 1789 pour le bailliage d'Amiens, lors des sessions parlementaires.

## Sources
- « Étienne Leroux (homme politique) », dans Adolphe Robert et Gaston Cougny, Dictionnaire des parlementaires français, Edgar Bourloton, 1889-1891 [détail de l’édition]